# Lucas Green (Lancashire)
Lucas Green – wieś w Anglii, w hrabstwie Lancashire. Leży 36 km na północny zachód od miasta Manchester i 295 km na północny zachód od Londynu.